# Alfred Gilbert

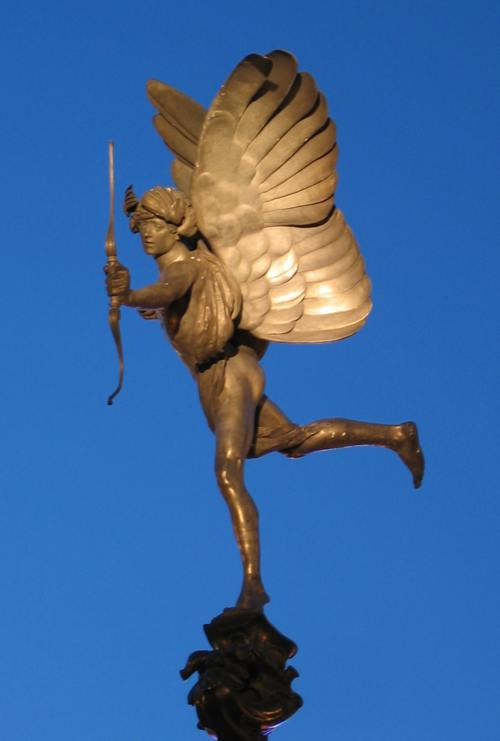
Eros på Piccadilly Circus i London

Alfred Gilbert, född 12 augusti 1854, död 4 november 1934, var en brittisk skulptör.
Alfred Gilbert utbildade sig under österrikaren sir Joseph Boehm till en starkt personlig konstnär och var under ett tiotal år professor i bildhuggarkonst vid Royal Academy of Arts i London. 
En slank, trånande Ikaros i brons och ett av barocken influerat monument av drottning Viktoria i Winchester är två av hans mest berömda verk.